# Gabriel Vicaire

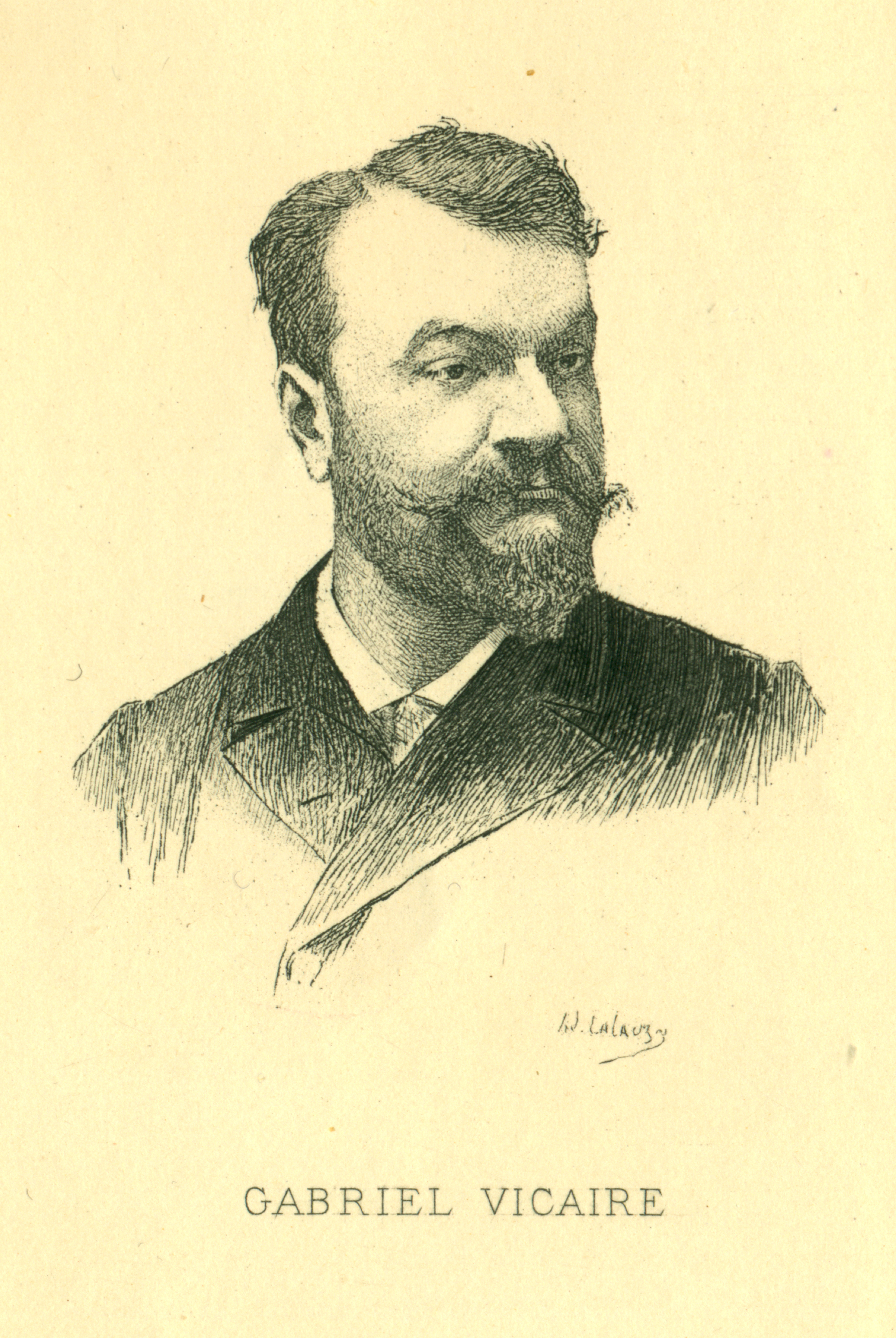
Gabriel Vicaire

Gabriel Vicaire, eigentlich Louis-Gabriel-Charles Vicaire, (* 25. Januar 1848 in Belfort, Département Territoire de Belfort; † 23. September 1900 in Paris) war ein französischer Jurist und Schriftsteller.

## Leben
Vicaire war der Sohn des Verwaltungsbeamten Alphonse Vicaire und dessen Ehefrau Elisa Pitet. Der Bibliograph Georges Vicaire war sein Cousin.
Zwischen 1860 und 1864 absolvierte Vicaire seine Schulzeit am Lycée de Bourg-en-Bresse und schloss diese im darauffolgenden Jahr in Lyon ab. Anschließend studierte er Rechtswissenschaften in Paris. Er nahm am Deutsch-Französischen Krieg teil und konnte sich nach Kriegsende in Paris als Rechtsanwalt niederlassen.
Schon bald konnte Vicaire mit einer ersten Lyrikanthologie erfolgreich debütieren und durch diese wurden dann auch einige der Parnassiens auf ihn aufmerksam. Heute zählt man Vicaire ebenfalls zu dieser literarischen Vereinigung.
Nach langer, schwerer Krankheit starb Gabriel Vicaire am 23. September 1900 in Paris.

## Ehrungen
- Prix Archon-Désperouse der Académie française
- 1892 Ritter der Ehrenlegion
- Denkmal im Jardin du Luxembourg (von Jean-Antoine Injalbert)

Außerdem wurden verschiedene Straßen und Plätze nach ihm benannt: in Ambérieu, Belfort, Bourg-en-Bresse, Lyon und Paris.

## Werke (Auswahl)
- Au bois joli. 1894.
- Les clos des fees. 1897.
- Déliquences (zusammen mit Jules Truffier).
- Émaus bressans 1884.
- Farce du mari refondu (zusammen mit Jules Truffier).
- Fleurs de avril. 1890.
- Le livre de la atrie.
- Miracle des Saint Nicolas. 1888.